# Garypus bonairensis
Espèce
Garypus bonairensis est une espèce de pseudoscorpions de la famille des Garypidae.

## Distribution
Cette espèce est endémique de Bonaire aux Pays-Bas caribéens,.

## Habitat
Cette espèce se rencontre sur le littoral.

## Description
Les mâles mesurent de 4,4 à 4,8 mm et les femelles de 5,0 à 6,0 mm.

## Systématique et taxinomie
Les sous-espèces Garypus bonairensis realini et Garypus bonairensis withi ont été élevées au rang d'espèce par Harvey, Hillyer, Carvajal et Huey en 2020.

## Étymologie
Son nom d'espèce, composé de bonair[e] et du suffixe latin -ensis, « qui vit dans, qui habite », lui a été donné en référence au lieu de sa découverte, Bonaire.

## Publication originale
- Beier, 1936 : Zoologische Ergebnisse einer Reise nach Bonaire, Curaçao und Aruba im Jahre 1930. No. 21. Einige neue neotropische Pseudoscorpione. Zoologische Jahrbücher, Abteilung für Systematik, Ökologie und Geographie der Tiere, vol. 67, p. 443-447.